# Jacques Borker
Jacques Borker (Parigi, 1922) è un artista e designer francese, uno dei più noti designer di tappezzeria del XX secolo.

## Biografia
Borker ha studiato varie discipline artistiche tra cui architettura all'Ecole des Beaux Arts, dove era un contemporaneo e amico di Le Corbusier, Charlotte Perriand, Jean Lurçat, Zao Wou-Ki, Pierre Soulages e Hans Hartung. Ha inoltre studiato arte ceramica, arazzo e design industriale.
Durante la Seconda guerra mondiale, Borker è stato coinvolto nella liberazione di Tolosa e fu attivo nella resistenza francese a Lione, Tolosa e Grenoble.
Le opere di Borker sono state esposte in gallerie d'arte e musei in molte città di tutto il mondo, tra cui Parigi (ad esempio a Galeries Lafayette), Stoccarda (Mercedes-Benz Museum) , New York, Marsiglia, Londra, Le Havre, Ginevra, Hannover, Losanna, Hong Kong, Francoforte, Nuova Delhi e Vilnius